# Oatthaphon Chongrak
Oatthaphon Chongrak (thailändisch อรรถพล จงรักษ์, * 1. März 1995) ist ein thailändischer Fußballspieler.

## Karriere
Oatthaphon Chongrak steht seit mindestens 2019 beim Krabi FC unter Vertrag. Wo er vorher gespielt hat, ist unbekannt. 2019 spielte der Verein aus Krabi in der dritten Liga. Hier trat man in der Lower Region, später in der Southern Region, an. 2021 feierte er mit Krabi die Vizemeisterschaft. Ein Jahr später wurde er mit dem Verein Meister der Region und stieg anschließend in die zweite Liga auf. Sein Zweitligadebüt gab Oatthaphon Chongrak am 16. September 2022 (6. Spieltag) im Heimspiel gegen den Udon Thani FC. Hier stand er beim 3:2-Erfolg in der Startelf und wurde in der 78. Minute gegen Carlos Stack ausgewechselt. Am Ende der Saison 2023/24 belegte er mit dem Klub aus Krabi den letzten Tabellenplatz und musste somit in die dritte Liga absteigen.

## Erfolge
Krabi FC
- Thai League 3 – South: 2021/22  ▲